# John Baird, 1. Viscount Stonehaven

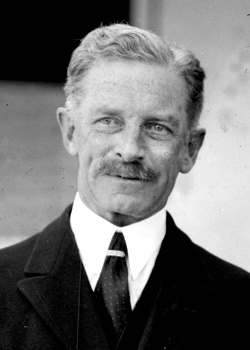
John Lawrence Baird, 1. Viscount Stonehaven

John Lawrence Baird, 1. Viscount Stonehaven, Bt, GCMG, DSO PC, JP, DL (* 27. April 1874 in Chelsea, London, Großbritannien; † 20. August 1941 in Stonehaven, Schottland) war ein britischer Politiker und achter Generalgouverneur von Australien.

## Frühes Leben
Baird wurde im Londoner Stadtteil Chelsea als Sohn von Sir Alexander Baird, 1. Baronet, einem wohlhabenden Parlamentsabgeordneten geboren. Er besuchte das Eton College und die Universität Oxford, brach jedoch sein Studium in Oxford ab. Anschließend schlug Baird eine Militärkarriere ein. Im Jahr 1894 diente Baird als Aide-de-camp des Gouverneurs von New South Wales und ging daraufhin in den diplomatischen Dienst. 1920 erbte er beim Tod seines Vaters dessen Adelstitel als Baronet, of Urie. Seine Gattin Lady Ethel Sydney Keith-Falconer heiratete er 1905. Sie erbte 1966 beim Tod ihres Bruders Arthur Keith, 10. Earl of Kintore, den Titel einer Countess of Kintore und war 1974, als sie starb, das älteste Mitglied des House of Lords.

## Politische Karriere

### Parlament
John Baird wurde erstmals 1910 als Konservativer für den Wahlkreis Rugby ins House of Commons gewählt. Er wurde mehrfach wiedergewählt und war ab 1922 Abgeordneter für den Wahlkreis Ayr Burghs. In den Jahren 1922 bis Januar 1924 war er Verkehrsminister in den Regierungen von Andrew Bonar Law und Stanley Baldwin. Anschließend wurde die Labour Party von Ramsay MacDonald neue stärkste Macht im Land. Nachdem die Konservativen bereits im Dezember 1924 nach nicht einmal einem Jahr in der Opposition erneut Regierungspartei wurden, nahm Baird das Angebot an, als Generalgouverneur nach Australien zu gehen. Anschließend wurde er am 3. Juni 1925 als Knight Grand Cross des Order of St. Michael and St. George ausgezeichnet und am 12. Juni 1925 als Baron Stonehaven zum erblichen Peer erhoben, wodurch er auf Lebenszeit Mitglied des House of Lords wurde und aus dem House of Commons ausschied.

### Australien
Dem australischen Premierminister Stanley Bruce wurden mehrere Vorschläge unterbreitet und er wählte schließlich John Baird als neuen Generalgouverneur aus. Seine Wahl verdankte Baird zum einen seiner politischen Erfahrung und zum anderen seiner gemäßigten Art.
Baird, mittlerweile Lord Stonehaven, kam im Oktober 1925 in Australien an. Er hatte von Beginn an ein gutes Verhältnis zu Bruce. Während der Reichskonferenz 1926 in London wurde die Rolle der Generalgouverneure als Diplomaten und als Vermittler zwischen der britischen Regierung und den ehemaligen Kolonien abgeschafft, so dass Lord Stonehaven nur noch repräsentative Aufgaben innehatte.
In seine Amtszeit fielen einige Neuerungen. Im Mai 1927 eröffnete Lord Stonehaven die erste Sitzung des australischen Parlaments im neuen Parliament House in Canberra. Auch der Generalgouverneur erhielt eine feste Residenz, das Government House in Canberra. Dies bedeutete gleichzeitig ein Ende der Reisen zwischen den ehemaligen Amtssitzen in Sydney und Melbourne.
Im September 1929 verlor Bruce unerwartet die Mehrheit im Repräsentantenhaus, so dass er Baird um die Auflösung der Regierung bat. Obwohl das Parlament erst ein Jahr im Amt war, stimmte Baird umgehend zu. Im Oktober desselben Jahres verlor die Partei von Bruce die Wahlen und James Scullin von der Australian Labor Party wurde zum neuen Premierminister gewählt. Das Verhältnis zwischen Baird und Scullin war in Ordnung, jedoch nicht freundschaftlich, so dass Scullin den amtierenden Generalgouverneur Baird nicht einmal über die Wahl seines Nachfolgers informierte, als jener im Oktober 1930 Australien verließ.

### Rückkehr nach Großbritannien
Nach seiner Rückkehr ins Vereinigte Königreich wurde er zum Vorsitzenden der Conservative Party ernannt und wurde am 27. Juni 1938 zum Viscount Stonehaven erhoben.
Am 20. August 1941 starb Stonehaven im Alter von 67 Jahren im schottischen Stonehaven an einem Herzleiden. Er hinterließ seine Frau, zwei Söhne und drei Töchter. Seine Titel gingen an seinen ältesten Sohn Ian, der später auch noch die Titel seiner Mutter erbte.